# HMS Seaham (J123)
Le HMS Seaham (pennant number J123)  est un dragueur de mines de la Classe Bangor lancé pour la Royal Navy (RN) et qui a servi pendant la Seconde Guerre mondiale.

## Conception
Le Seaham est commandé dans le cadre du programme de la classe Bangor de 1939-40 le 9 septembre 1939 pour le chantier naval de Lobnitz & Company à Renfrew en Écosse. La pose de la quille est effectuée le 15 octobre 1940, le Seaham est lancé le 16 juin 1941 et mis en service le 19 décembre 1941.
La classe Bangor doit initialement être un modèle réduit de dragueur de mines de la classe Halcyon au service de la Royal Navy,. La propulsion de ces navires est assurée par 3 types de motorisation: moteur diesel, moteur à vapeur à pistons double ou triple expansions et turbine à vapeur. Cependant, en raison de la difficulté à se procurer des moteurs diesel, la version diesel a été réalisée en petit nombre.
Les dragueurs de mines de classe Bangor version anglaise à moteur alternatif à vapeur déplacent 684 tonnes en charge normale. Afin de pouvoir loger les chaufferies, ce navire possède des dimensions plus grandes que les premières versions à moteur diesel avec une longueur totale de 58 mètres LHT ou LOA, une largeur de 8,69 mètres et un tirant d'eau de 3,2 mètres. Ce navire est propulsé par 2 moteurs alternatifs verticaux à triple expansions alimentés par 2 chaudières à tubes d'eau à 3 tambours Admiralty et entraînant deux arbres d'hélices. Les moteurs développent une puissance de 2 400 chevaux-vapeur (1 790 kW) et atteignent une vitesse maximale de 16 nœuds (30 km/h). Le dragueur de mines peut transporter un maximum de 163 tonnes de fioul qui lui donne un rayon d'action de 2 800 milles nautiques (5 200 kilomètres) à 10 nœuds (19 km/h).
Leur manque de taille donne aux navires de cette classe de faibles capacités de manœuvre en mer, qui seraient même pires que celles des corvettes de la classe Flower. Les versions à moteur diesel sont considérées comme ayant de moins bonnes caractéristiques de maniabilité que les variantes à moteur alternatif à faible vitesse. Leur faible tirant d'eau les rend instables et leurs coques courtes ont tendance à enfourner la proue lorsqu'ils sont utilisés en mer de face.
Les navires de la classe Bangor sont également considérés comme exiguës pour les membres d'équipage, entassant plus de 60 officiers et matelots dans un navire initialement prévu pour un total de 40 hommes.
Les Bangors équipés de moteur à vapeur à pistons double ou triple expansions sont armés d'un canon anti-aérien QF de 12 livres (7,62 cm) et d'un canon AA QF de 2 livres (4 cm) ou d'un quadruple affût pour la mitrailleuse Vickers .50. Sur certains navires, le canon de 2 livres est remplacé par un canon AA Oerlikon de 20 mm simple ou double, tandis que la plupart des navires sont équipés de quatre affûts Oerlikon simples supplémentaires au cours de la guerre. Pour les missions d'escortes, leur équipement de dragage de mines peuvent être échangé contre une quarantaine de grenades sous-marines.

## Histoire

### Seconde Guerre mondiale
Le 12 juillet 1943, le sous-marin italien de Classe Platino: Bronzo est capturé au large de Syracuse en Sicile par les dragueurs de mines Seaham, HMS Boston (J14), HMS Poole (J147) et HMS Cromarty (J09). Le Bronzo est mis en service dans la Royal Navy comme HMS P 714. Le 29 janvier 1944, il est transféré aux Forces navales françaises libres sous le nom de Narval (T04).
Le Seaham participe au dragage de mines lors de l'invasion alliée de la Normandie du jour J en juin 1944.

### Après-guerre
Le Seaham est attribué aux Fishery Protection services (services de protection des pêches) en 1946. Il est vendu à la Birmanie le 11 août 1947 pour servir de navire pilote de secours et de navire de reconnaissance basé à Rangoon, et rebaptisé Chinthe (Lion).
Il est coulé le 19 novembre 1948 par une mine japonaise non répertoriée sur la rivière Irrawaddy, à 16 kilomètres en aval de Rangoon.

### Participation auxconvois
Le Seaham a navigué avec les convois suivants au cours de sa carrière:
1. Convoi KMS 19M
2. Convoi KMS 26
3. Convoi MKS 33
4. Convoi OS/KMS 22
5. Convoi MW 11

### Commandement
- Lieutenant (Lt.) Robert Ernest Brett (RNR) du 1er novembre 1941 au 17 janvier 1945
- T/A/Lieutenant Commander  (T/A/Lt.Cdr.) Desmond Roberts Hopking (RNVR) du 17 janvier 1945 au 7 décembre 1945

Notes:
RNR: Royal Naval Reserve
RNVR: Royal Naval Volunteer Reserve